# Jorge Edgar Leal
Jorge Edgar Leal (Rosario de la Frontera, 23 de abril de 1921-Vicente López, 10 de junio de 2017) fue un militar y explorador argentino, perteneciente al Ejército, que alcanzó la jerarquía de general de brigada.
Fue el fundador de la Base Antártica Esperanza en 1952 y jefe de la Operación 90, la primera expedición terrestre argentina al Polo Sur.

## Biografía

### Nacimiento y familia
Jorge Leal nació el 23 de abril de 1921 en Rosario de la Frontera, tierra natal de Juana Manuela Gorriti, la primera novelista argentina, ubicada en el sur de la provincia de Salta.
Su padre fue Servando Leal, concejal e intendente interino de Rosario de la Frontera, fundador del Club Unión General Güemes en junio de 1916, de la Banda de Música Municipal en 1935 y del Tiro Federal de Rosario de la Frontera en 1947; y su madre fue Eduviges Romano de Leal, maestra de la Escuela Normal de Rosario de la Frontera, fundada en enero de 1910.
La casa paterna aún se conserva, y está ubicada sobre la calle Rudecindo Alvarado frente a plaza Independencia. Ahí es donde Jorge vivió su infancia.
Jorge Edgar Leal cursó sus estudios primarios en la Escuela Normal de Rosario de la Frontera, quien estaba a cargo de su directora fundadora, la maestra Carmen Salas. También completaría sus estudios secundarios en el mismo lugar.

### Carrera militar

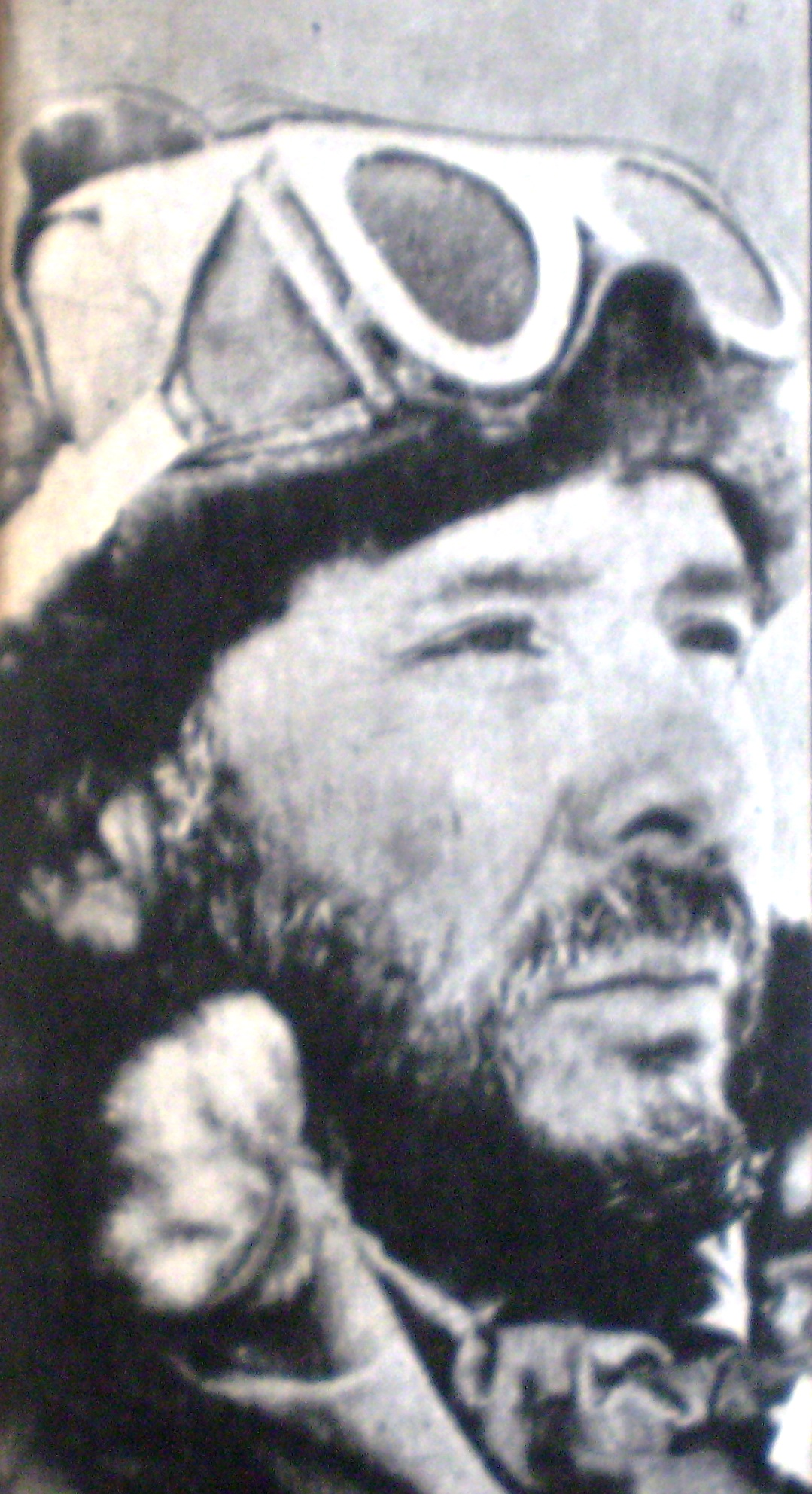
Leal con vestimenta antártica.

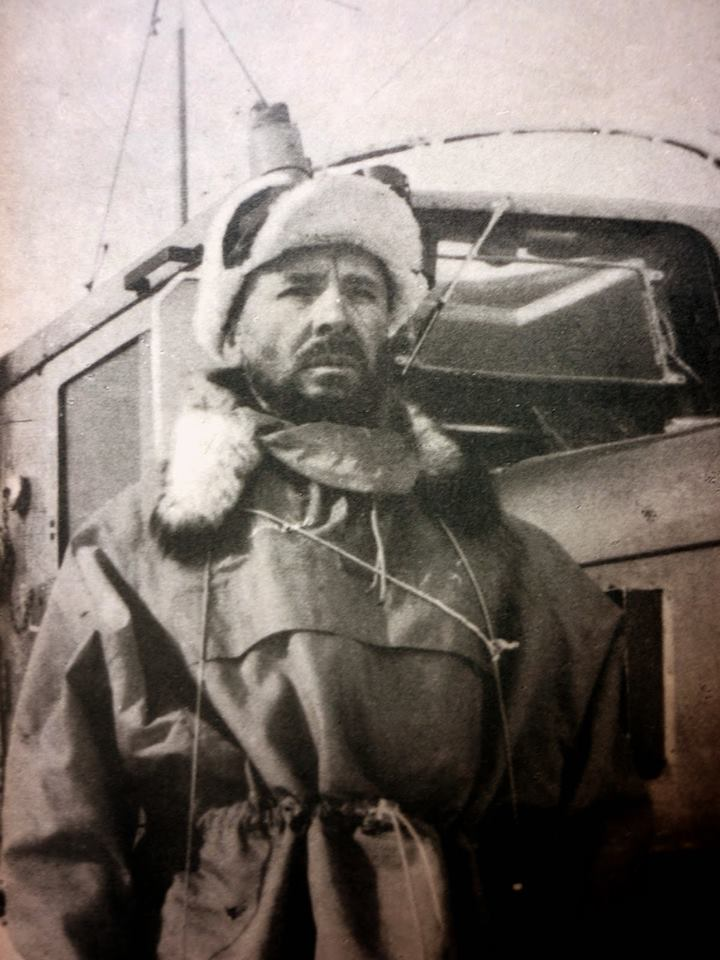
Otra imagen de Jorge E. Leal hacia la década de 1960.

En 1939 ingresó al Colegio Militar de la Nación y egresó como subteniente de la Caballería en 1943. Fue jefe de la Base Antártica San Martín en la Antártida Argentina en 1951, con el grado de capitán, y de la Base de Ejército General Belgrano en 1957.
Fue asesor de la delegación argentina a la Conferencia Antártica de Camberra (Australia), con el grado de teniente coronel, en 1961, y en 1964 fue asesor de la delegación a la 3.ª Reunión Consultiva del Tratado Antártico de Bélgica.

#### Viaje al Polo Sur
En noviembre de 1963 empezaron los preparativos para la Operación 90 —denominación acuñada por los 90.º de latitud sur que alcanza el polo sur—. El objetivo principal de la misión fue «afirmar la capacidad argentina de alcanzar todos los rincones de lo que considera su territorio soberano, buscando afirmar así los derechos de la soberanía territorial esgrimidos por el país en la Antártida Argentina. Durante la marcha se hicieron observaciones científicas y técnicas, tales como geológicas, gavimétricas y meteorológicas».
Jorge partió desde la Base General Belgrano el 26 de octubre de 1965 con nueve hombres: el capitán Gustavo Adolfo Giró; el suboficial principal Ricardo Bautista Ceppi; los sargentos ayudante Julio César Ortiz y Alfredo Florencio Pérez; los sargentos primero Jorge Raúl Rodríguez, Roberto Humberto Carrión, Adolfo Oscar Moreno y Domingo Zacarías; y el cabo Oscar Ramón Alfonso.
Partieron en 6 vehículos Snowcat con trineos de arrastre, precedida dos días antes por una patrulla de cuatro hombres con trineo tirados por 18 perros que jalonaron la ruta con lanzas de caballería hasta los 83,2.º sur (denominada Patrulla 82). Su objetivo era explorar y marcar una ruta segura para los vehículos Snowcat, evitando que cayeran en grietas de la barrera de hielos traspasando lo que denominaban la Gran Grieta. Luego de reunirse ambas patrullas, el 4 de noviembre alcanzaron la Base Sobral, en donde intercambiaron un expedicionario que tenía una herida por uno de la base. En Sobral se hicieron tareas de mantenimiento mecánico de los Snowcat.
Al ascender la meseta Antártica debieron soportar temporales con temperaturas que bajaban hasta los 30 °C o 40 °C bajo cero, escribiendo Leal en su diario:

… estamos detenidos perdiendo precioso tiempo, consumiendo víveres y combustible que tenemos tan medidos.

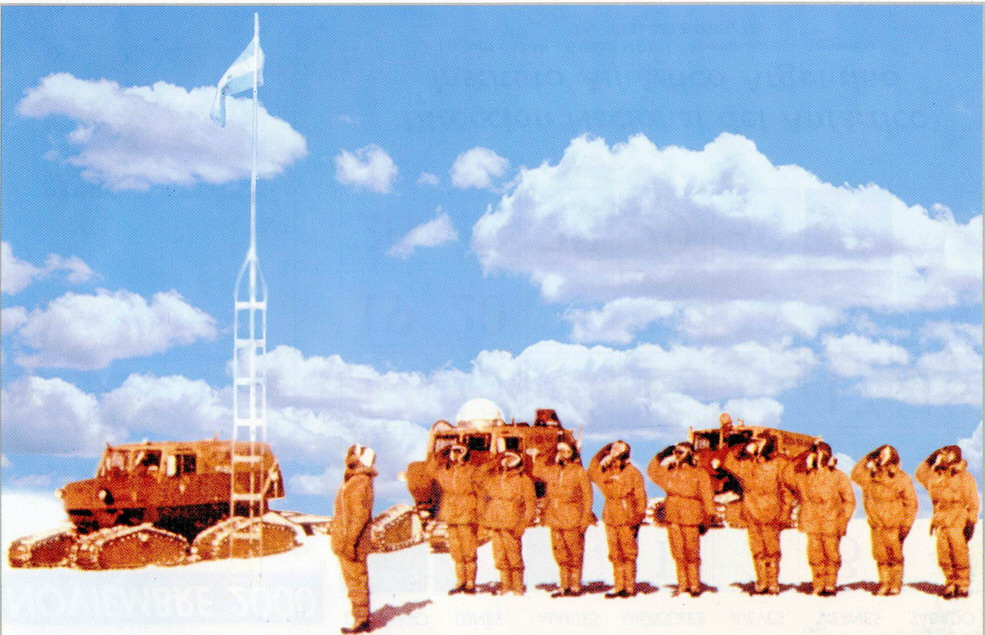
Los expedicionarios saludando la bandera argentina en el Polo Sur.

La expedición trepó alturas de más de 3000 metros con registros de temperaturas inferiores a –40 °C. Al tener varios problemas técnicos con los trineos, con lo cual tuvieron que abandonar un Snowcat y hacer un campamento a 1900 m s. n. m, llamado Desolación, para arreglar el otro. Luego de 45 días de marcha, realizando el último tramo sin dormir durante 28 horas, a las 10 de la mañana del 10 de diciembre de 1965 los expedicionarios arribaron al Polo Sur donde plantaron la bandera de la Argentina.
Argentina se situó como el primer país que llegó al Polo Sur partiendo del Mar de Weddell y regresando a él, siempre en el Sector Antártico Argentino. Regresaron a la Base Belgrano, tras recorrer 2980 km, llegando el 31 de diciembre.
El arribo de Jorge Edgar Leal al Polo Sur Antártico fue considerada hazaña nacional y mereció el reconocimiento del presidente de la nación Arturo Illia y del presidente de la Comisión Popular de Homenajes a los Héroes del Polo Sur, Santiago Caprale, quien al final de su discurso dijo:

De Salta es vuestro jefe de ruta. Tenía que ser comandada por el indómito espíritu de Güemes y el coraje extraordinario de sus gauchos, esta etapa gloriosa que documentará la Historia Argentina. Tenía que ser de esa estirpe y de ese coraje la expedición que llevara la Bandera de la Patria a la infinita blancura del Polo Sur, para retornar con sus efectivos empenachados de gloria. Estáis de regreso y las gélidas regiones han bautizado vuestro sacrificio en aras de lo nuestro. La gesta tiene horizontes de infinito en el balance y el azul. Suelo y cielo de epopeya que ennoblece y nos llena de orgullo como argentinos. La patria vibra regocijada. Lágrimas de emoción silencian lo que no pueden decir las palabras. Vuestra presencia es como un nuevo amanecer en las almas enternecidas por la gratitud en todos los ámbitos de la Nación
Libro de Decretos Municipales, Archivo Histórico de la Municipalidad de Rosario 
de la Frontera

#### Últimos años en el Ejército

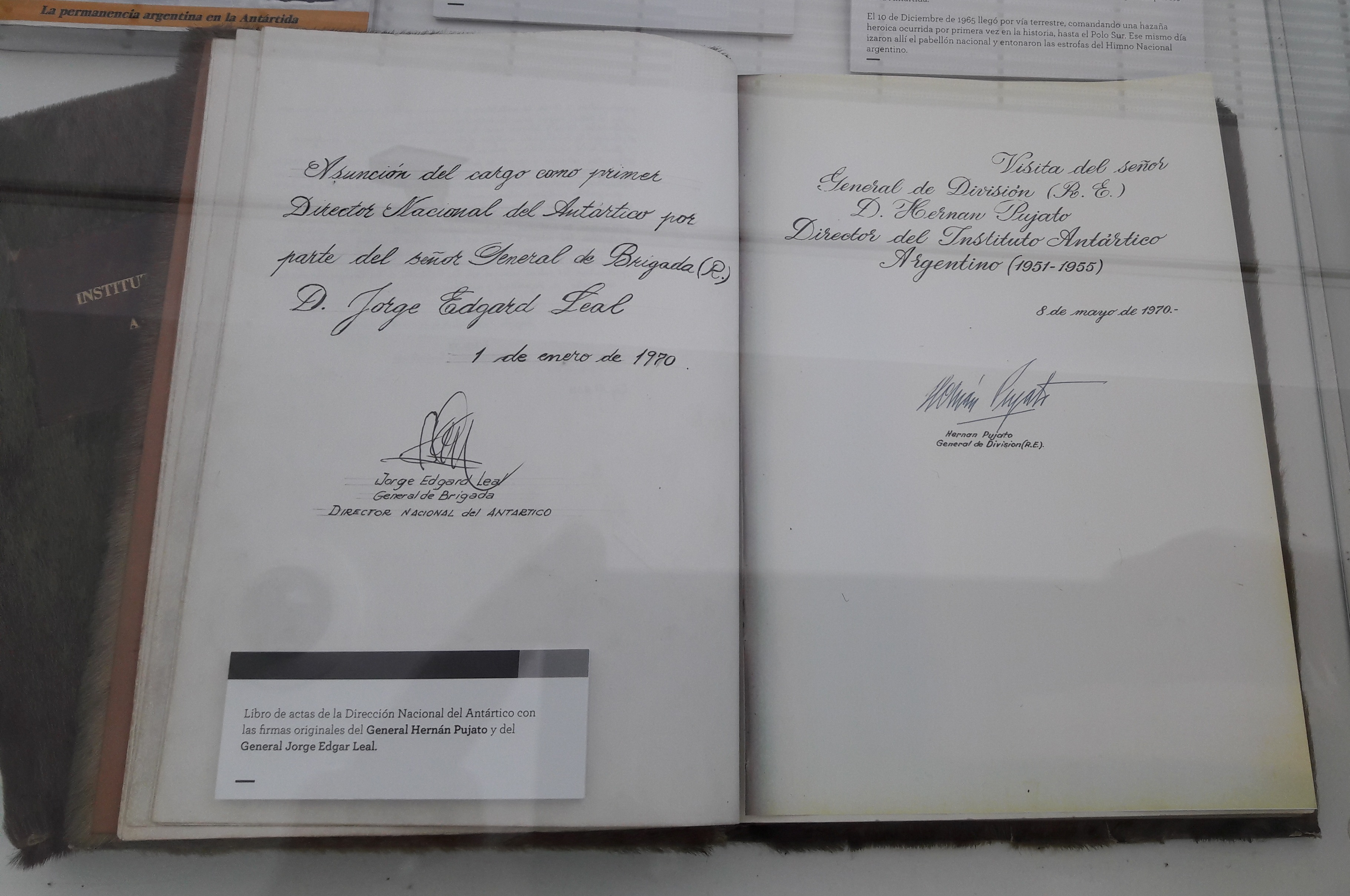
Libro de actas original de la Dirección Nacional del Antártico con la firma de Leal, Museo Malvinas e Islas del Atlántico Sur.

En 1970 Leal fue nombrado Director Nacional del Antártico, cargo que conservó por varios años. En 1971 y en 1990 la Dirección Nacional del Antártico publicó y reeditó en Buenos Aires el libro titulado Operación 90. El trabajo da detalles sobre la fría región austral argentina presentando una interesante cartografía al respecto.
Finalmente se retiró en el año 2003.

### Últimos años
El gobernador de Salta Ricardo Joaquín Durand lo reconoció como héroe y lo declaró Huésped de Honor el 24 de febrero de 1966. Por decreto N.º 563 de la Municipalidad de Rosario de la Frontera, se le entregó una medalla de oro y se declaró el 25 como feriado administrativo, y el 12 de junio de 2008 fue declarado Ciudadano Ilustre.
El ministro de Defensa, Agustín Rossi, condecoró a Leal con la Orden Doctor Mariano Moreno el 7 de noviembre de 2013. Rossi dijo:

En la historia hay ejemplos de militares comprometidos como los generales Mosconi, Savio, el brigadier San Martín, y el general Leal, quienes integraron a las FF. AA. en la planificación de la Nación.

En el año 2009 aparece en el documental La pampa sumergida, dando su testimonio sobre la cuestión de Malvinas y la plataforma continental argentina.
El 22 de febrero de 2015, con motivo del Día de la Antártida Argentina, Jorge Leal fue invitado al Museo Malvinas e Islas del Atlántico Sur de Buenos Aires para rendirle un homenaje.
Falleció en su residencia de Vicente López, el 10 de junio de 2017, a la edad de 96 años. Fue velado en el Regimiento de Granaderos a Caballo «General San Martín» y cremado en el Cementerio de la Chacarita. Sus cenizas descansan en el cementerio de la Base Esperanza desde enero de 2018.